# Cheloninae
Sous-famille
Synonymes
Chelonini
Les Cheloninae sont une sous-famille d'insectes de l'ordre des Hyménoptères et de la famille des Braconidae.
Ce sont des microguêpes ayant les caractéristiques suivantes :
- La carène est complète au niveau du mesopleure (face ventrale)
- Les tergites abdominaux sont fusionnés et forment une carapace.
- L'abdomen est concave en dessous.
- Les cellules cubitale et discoïdale de l'aile ont fusionné chez le genre Chelonus et sont séparés chez le genre Phanerotoma.

Ce sont des endoparasites ovolarvaires de lépidoptères, le plus souvent solitaires.
Chelonus taxanus se développe aux dépens de divers Noctuidae. Phanerotoma saussurei parasite le borer blanc du riz, Maliarpha separatella à Madagascar.

## Genres
Allodorus - Ascogaster - Chelonus - Microchelonus - Phanerotoma - Phanerotomella - Sigalphus - Sphaeropyx ...

## Liens  externes
- Ressources relatives au vivant :   - Australian Faunal Directory
  - BugGuide
  - Dyntaxa
  - EU-nomen
  - Fauna Europaea
  - Paleobiology Database
  - iNaturalist
  - NBN Atlas
  - New Zealand Organisms Register
  - Système d'information taxonomique intégré
- (en) BioLib : Cheloninae (consulté le 20 avril 2019)
- (en) NCBI : Cheloninae (taxons inclus) (consulté le 20 avril 2019)
- (en) Paleobiology Database : Cheloninae  Nees 1816 (consulté le 20 avril 2019)